# 八潮市立柳之宮小学校
八潮市立柳之宮小学校（やしおしりつ やなぎのみやしょうがっこう）は、埼玉県八潮市に所在する市立小学校である。

## 概要
八潮市で10番目に開校した小学校で、旧校名は八潮第十小学校。

## 沿革
- 1979年（昭和54年）4月 - 八潮市立八潮第十小学校開校
- 1994年（平成6年）4月 - 八潮市立柳之宮小学校へ改称

## 主な進学先
- 八潮市立八幡中学校

## 交通・アクセス方法
- 首都圏新都市鉄道つくばエクスプレス「八潮駅」より約3.5km（自動車で約15分）
- 東武伊勢崎線（東武スカイツリーライン）「草加駅」より約2.2km（自動車で約15分）